# Uliocnemis lepturges
Uliocnemis lepturges är en fjärilsart som beskrevs av Louis Beethoven Prout 1937. Uliocnemis lepturges ingår i släktet Uliocnemis och familjen mätare. Inga underarter finns listade i Catalogue of Life.